# HMS Ajax (1798)
O HMS Ajax foi um navio de 74 canhões da Marinha Real Britânica. Foi construído pela John Randall & Co de Rotherhithe e lançado no Rio Tâmisa a 3 de março de 1798. Junto com o HMS Achiles, HMS Leviathan e o HMS Minotaur o Ajax tinha um design de projeto francês.  O Ajax participou na Operação egípcia de 1801, na Batalha do Cabo Finisterre em 1805 e na Batalha de Trafalgar, antes que ele fosse perdido em um desastroso incêndio em 1807 durante a Operação Dardanelos.

## Egito
O capitão James Whitshed tinha sido encarregado do navio durante sua fase de construção depois de janeiro de 1798, mas ela acabou por ser comissionado em junho 1798, sob o comando do capitão John Holloway, e um mês depois o comando passou para o capitão John Pakenham, para o serviço do Canal. Depois de um breve período sob o capitão John Osborn, em abril de 1799, o Ajax foi colocado em maio de 1799 sob o comando do Capitão Alexander Cochrane, que o comandou por dois anos. Em 09 de janeiro de 1800, ele capturou o navio corsário francês Avantageux no canal.
Em 1801, Cochrane e o Ajax participaram nas operações egípcias. Em 31 de Janeiro o Ajax ancorou em Marmorice na costa de Karamania.
Em 1 de Março, cerca de 70 navios de guerra, juntamente com transportes transportando 16.000 soldados, ancoraram na Baia Abu Qir perto de Alexandria. O mau tempo atrasou o desembarque por uma semana, mas no dia 8, Cochrane dirigiu o desembarque por 320 barcos, em pares em linha dupla, o que levou as tropas para terra. Baterias da costa francesa se opuseram ao desembarque, mas os britânicos foram capazes de levá-los de volta e no dia seguinte a força inteira de Sir Ralph Abercromby estava em terra.
Os navios de guerra forneceram uma força de 1.000 marinheiros para lutar ao lado do exército, com Sir Sidney Smith do HMS Tigre de 74 canhões no comando. A 13 de março, o Ajax teve baixas de um homem morto e dois feridos em uma ação em terra; em 21 de março, ele perdeu mais dois mortos e dois feridos.
Após a Batalha de Alexandria e o cerco subseqüente, Cochrane no Ajax, com o navio HMS Bonne Citoyenne, a corveta HMS Cynthia, os brigue-chalupas HMS Port Mahon e HMS Victorieuse, e três corvetas turcas, foram as primeiras embarcações a entrar no porto. O Ajax retornou a Plymouth do Egito em 08 junho de 1802, após a assinatura do Tratado de Amiens.

## 1805
Em abril, o almirante Lord Gardner enviou o Ajax, juntamente com o HMS Malta e o HMS Terrible para reforçar o esquadrão do vice-almirante Sir Robert Calder em Ferrol depois de uma tempestade que tinha reduzido este esquadrão a apenas cinco navios da linha.
Em maio de 1805 o capitão William Brown tomou o comando do Ajax. Em 22 de Julho, a frota de Calder de 15 veleiros de linha, duas fragatas, um cutter e um lugre estavam afastados do Cabo Finisterra quando encontraram a frota combinada franco-espanhola do almirante Pierre-Charles Villeneuve de 20 navios de linha, três grande navios armados "na flauta", cinco fragatas e dois brigues.

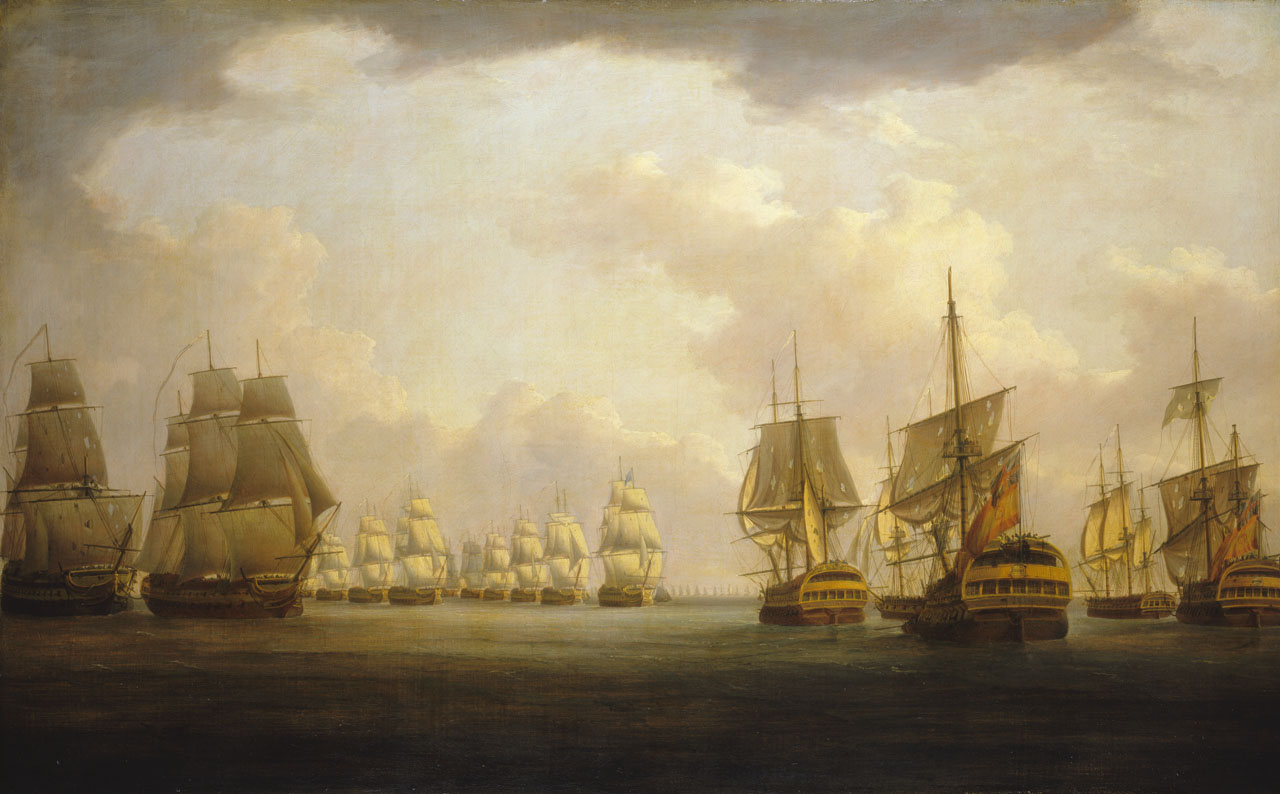
Batalha do Cabo Finisterre, por William Anderson, c.1810